# Вільямсон (переписна місцевість, Нью-Йорк)
Вільямсон (англ. Williamson) — переписна місцевість (CDP) в США, в окрузі Вейн штату Нью-Йорк. Населення — 2418 осіб (2020).

## Географія
Вільямсон розташований за координатами 43°13′24″ пн. ш. 77°11′4″ зх. д. / 43.22333° пн. ш. 77.18444° зх. д. (43.223399, -77.184440).  За даними Бюро перепису населення США в 2010 році переписна місцевість мала площу 9,96 км², з яких 9,95 км² — суходіл та 0,01 км² — водойми.

## Демографія
Згідно з переписом 2010 року, у переписній місцевості мешкало 2495 осіб у 1082 домогосподарствах у складі 644 родин. Густота населення становила 251 особа/км².  Було 1187 помешкань (119/км²).
Расовий склад населення:
| - 89,1 % — білих - 5,0 % — чорних або афроамериканців - 0,5 % — азіатів - 0,1 % — корінних американців - 2,3 % — осіб інших рас |

До двох чи більше рас належало 2,9 %. Частка іспаномовних становила 4,8 % від усіх жителів.
За віковим діапазоном населення розподілялося таким чином: 21,8 % — особи молодші 18 років, 60,1 % — особи у віці 18—64 років, 18,1 % — особи у віці 65 років та старші. Медіана віку мешканця становила 42,9 року. На 100 осіб жіночої статі у переписній місцевості припадало 93,3 чоловіків;  на 100 жінок у віці від 18 років та старших — 90,2 чоловіків також старших 18 років.
Середній дохід на одне домашнє господарство  становив 55 892 долари США (медіана — 47 269), а середній дохід на одну сім'ю — 66 460 доларів (медіана — 55 536). За межею бідності перебувало 10,0 % осіб, у тому числі 17,3 % дітей у віці до 18 років та 8,5 % осіб у віці 65 років та старших.
Цивільне працевлаштоване населення становило 1229 осіб. Основні галузі зайнятості: освіта, охорона здоров'я та соціальна допомога — 27,3 %, виробництво — 13,8 %, роздрібна торгівля — 9,5 %, мистецтво, розваги та відпочинок — 7,7 %.